# Représentations diplomatiques au Mozambique

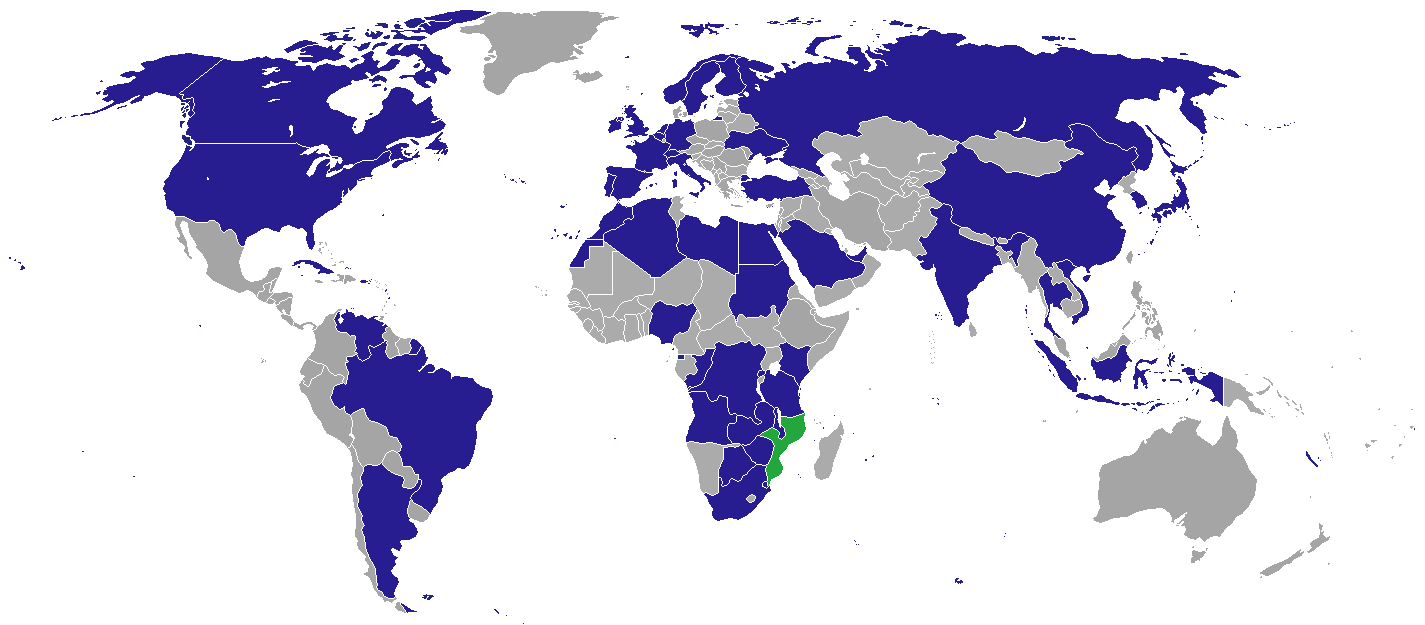
Carte des représentations diplomatiques au Mozambique

Ceci est une liste des représentations diplomatiques au Mozambique. À l'heure actuelle, la capitale de Maputo abrite 52 ambassades et hauts-commissariats. Plusieurs autres pays ont des ambassadeurs non résidents accrédités auprès d'autres capitales régionales, telles que Pretoria et Harare.

## Ambassades et hauts-commissariats
| - Afrique du Sud - Algérie - Allemagne - Angola - Arabie saoudite - Argentine - Belgique - Botswana - Brésil - Canada - Chine - Corée du Sud - Cuba - Égypte - Émirats arabes unis - Espagne - Eswatini - États-Unis - Finlande - France - Guinée équatoriale - Inde - Indonésie - Irlande - Italie - Japon | - Kenya - Libye - Malawi - Maurice - Nigeria - Norvège Ordre de Malte - Palestine - Pays-Bas - Portugal - République arabe sahraouie démocratique - République démocratique du Congo - Royaume-Uni - Russie - Rwanda - Soudan - Suède - Suisse - Tanzanie - Timor oriental - Turquie - Vatican - Venezuela - Viêt Nam - Zambie - Zimbabwe |

## Mission
- Union européenne (Délégation)

## Consulats
Beira
- Portugal (Consulat général)
- Zimbabwe (Consulat)

## Ambassades et hauts-commissariats non résidents
À Pretoria, sauf indication contraire:
| - Arabie saoudite (Lusaka) - Australie - Autriche (Harare) - Bangladesh - Bulgarie - Burundi - Cameroun (Addis-Abeba) - Cap-Vert (Luanda) - Chili - Comores (Addis-Abeb) - Corée du Nord (Dar es Salam) - Croatie - Chypre - Danemark - Émirats arabes unis - Érythrée - Éthiopie (Harare) - Géorgie - Ghana (Harare) - Grèce - Hongrie | - Israël (Luanda) - Lesotho - Lituanie - Malaisie - Mali - Mexique - Namibie - Nouvelle-Zélande - Pakistan - Paraguay - Pérou - Philippines - Pologne - Tchéquie - Roumanie - Rwanda (Dar es Salam) - Serbie - Slovaquie - Trinité-et-Tobago - Ukraine (Luanda) |

## Anciennes ambassades
- Danemark
- Islande